# آرام یکم
آرام کشیشیان اول (به زبان ارمنی Արամ Ա. Քեշիշեան - به زبان لاتین Aram I Keshishian)، پیشوای دینی ارمنی‌های جهان - حوزهٔ عالیه سیلیسی و جاثلیق مقدس سیلیسه کلیسای حواری ارمنی در ۸ مارس ۱۹۴۷ میلادی در بیروت، لبنان متولد شد.

## زندگی‌نامه
آرام اول تحصیلات ابتدایی را در مدرسه ملی زادگاه خود گذراند. وی در اکتبر سال ۱۹۶۱ میلادی، در مدرسه علوم دینی حوزه عالیه کیلیکیه در آنتیلیاس-لبنان پذیرفته شد و در ۱۹۷۰ میلادی توسط «خورن اول» به کسوت «وارتاپدی» (مرتبه‌ای قبل از اسقفی) درآمد. در اکتبر سال ۱۹۷۸ میلادی هنگامی که در ایالات متحده آمریکا مشغول تحصیل بود، به عنوان جانشین خلیفه ارمنی‌های لبنان و سپس در سال ۱۹۷۹ میلادی به عنوان خلیفه منصوب گردید. ایشان در ماه مه سال ۱۹۸۰ میلادی موفق به دریافت درجه وارتاپدی ارشد و یک روز بعد، توسط نایب جاثلیق «گارگین دوم» به عنوان اسقفی مفتخر گردید و در ژانویه سال ۱۹۸۵ میلادی درجه اسقفی را دریافت نمود.

## فعالیت‌ها
- شرکت در بیش از ۲۰۰ مجمع بین‌المللی
- احیای فعالیت‌های زیربنایی شورای کلیسایی خاورمیانه
- عضو هیئت مرکزی شورای جهانی کلیساها
- ۷ سال رئیس شورای جهانی کلیساها
- ۲۸ ژوئن ۱۹۹۵ میلادی به عنوان جاثلیق انتخاب شد

## تحصیلات
- مدرسه الهیات خاور نزدیک
- دانشگاه آمریکایی بیروت
- مؤسسه بین کلیسایی سوئیس
- بخش خاورشناسی دانشگاه آکسفورد
- بخش خاورشناسی دانشگاه فوردهام نیویورک
- مدرک زیبایی‌شناسی هنر
- دکترای الهیات
- دکترای رشته تاریخ کلیسای خاور نزدیک